# 兩德統一以來德國歷史
兩德統一以來的德國歷史，按歷任政府劃分可如下所述。為與此前其他共和時期的德國歷史做出區隔，歷史學家有時會以「柏林共和國」來代稱兩德統一後至今的德國。

## 柯爾政府與兩德統一以來的德國（1990年－1998年）

### 柯爾的第四任期與兩德統一以來的選舉
1990年10月3日，東德解體，西德依據邦引入法並成立五個新的邦（布蘭登堡、梅克倫堡-西波美拉尼亞、薩克森、薩克森-安哈特、與圖林根）。1990年10月14日，也就是東西德統一後的11天，五個新加入的邦舉行地方選舉，並且讓基民盟在除了布蘭登堡邦的邦成為最大黨，而布蘭登堡則以社民黨為最大黨。
1990年12月2日是兩德統一以來第一次德國聯邦議院選舉，聯盟黨（基民盟與基社盟聯盟）拿下43.8%的選票，社民黨拿下33.5%，自民黨拿到11%。在這次的選舉中，東西德的5%選舉門檻分開計算，綠黨/聯盟90因為在東德取得6.2%的政黨票，因此得以進入國會，而在綠黨在西德則因為只拿到4.8%，無以取得西德的席次。
1991年6月20日，聯邦議會以338比320票，通過將首都從波恩轉移到柏林的決議。自1949年5月10日起，波恩一直是西德暫時性的首都。這也影響到現代德國人的國家認同，讓德國人自稱統一後的國家是「柏林共和國」。
統一後，德國經濟僅經歷短短的慶祝行情，就緊接著出現經濟發展停滯與失業率高漲的問題。特別是前東德的五個邦，在轉型成市場經濟的過程，並沒有預期的順利，一直到2000年後，經濟與社會狀況才趨於穩定。
1991年至1993年也發生了許多暴力事件，共計有17個人死亡。1991年12月，也有數十萬人上街抗議德國內部的排外主義。

### 柯爾的第五任期
1994年10月16日的聯邦議會選舉，確定了柯爾會繼續擔任總理，這也是柯爾的最後一個任期。這次綠黨的得票率超過5%，得以進入國會；而民主社會主義黨因為在柏林取得了三個分區議員席次，也得以進入國會。
柯爾政府透過1997德國捷克宣言，化解了與鄰國自二戰以來的嫌隙。1997年七月，奧德河氾濫成災。

## 施若德政府（1998年－2005年）

### 施若德的第一任期
1998年9月27日的聯邦議會選舉，德國史上第一次由人民選舉選出總理。其中社民黨獲得40.9%的票、綠黨6.7%、聯盟35.1%、自民黨6.2％、PDS 5%，結果選出總理為社民黨籍的施若德、外交部長為約施卡·馬丁·菲舍爾。
選後奧斯卡·拉方丹就拋出震撼彈，宣布要辭去財政大臣的位子。這使得黨內開始爭奪這個大位。
基民盟則因為柯爾辭去黨主席而喪失一個大金主的金援一年，而柯爾也拒絕說服金主回歸，這使得CDU的財政出現危機。
1999年，前北萊茵西發里亞邦主席約翰尼斯·勞選上德國總統。
在1998年德國加入賽爾維雅與蒙特內哥羅和科索沃解放軍之間的科索沃戰爭。這是二戰以後第一次動用到德國軍隊。在911恐怖攻擊後施若德承諾要協助美國以「反恐戰爭」名義加入阿富汗戰爭。至今德國軍隊都還有在科索沃與阿富汗駐軍。
在1999年歐元開始使用後，德國逐漸取代原本的德國馬克，到2002年，德國馬克就正式終止使用。這花費了德國政府和其餘歐盟國家相當大的力氣。德國馬可大約可以以1.95583:1的比率兌換成歐元。
2002年夏天，易北河氾濫至河床以外，諸如德列斯登和馬德堡都泛濫成災，這也間接影響到後來的選舉。

### 施若德的第二任期
在2002年9月22日的聯邦議會選舉中，巴伐利亞基督教社會聯盟繼1980年後，二次代表聯盟參選。結果社民黨和聯盟拿下將近一樣多的選票：38.5%，另外綠黨得到8.6%，自民黨7.4%，PDS因為只拿到4.7%，未過5%門檻，無緣進入國會。最後由社民黨和綠黨組成聯合政府。
自2003年以後，因為國內的反戰輿論，施若德政府退出以美國為首的伊拉克戰爭，但還是間接地幫助美國的軍事行動。
自2003年，社民黨與綠黨的聯合政府開始推動議程2010，推出了一系列關於社會、養老、衛福相關的政策。除此之外，他們也推動非核家園與減少溫室氣體排放的政策。另外還有生活伴侶法、新的公民法、與軍事保護法。

## 蕭茲政府（2021年起）

### 蕭茲的第一任期
2021年12月，社民黨成功組成紅綠燈聯合政府，與綠黨、自民黨組閣。在聯合政府協議中，德國政府誓言推動娛樂性大麻合法化、選舉年齡降為16歲、允許雙重國籍等更為左派的新政策。新政府也以人權議題為由，誓言將與美國合作、對中國與俄羅斯做出更具體的外交行動。